# Concerto Grosso № 1 (Пендерецкий)
Concerto Grosso № 1 для трёх виолончелей с оркестром — произведение Кшиштофа Пендерецкого, написанное по заказу Симфонического оркестра NHK. Композитор работал над ним в 2000 году и завершил в феврале 2001 года в Базеле.
Премьера состоялась 22 июня 2001 года в Токио в исполнении Бориса Пергаменщикова, Трульса Мёрка и Чан Хан На, Симфоническим оркестром NHK дирижировал Шарль Дютуа. По словам композитора, изначально он рассчитывал на участие в премьере своего давнего друга Мстислава Ростроповича, но тот отказался играть в ансамбле с другими виолончелистами.

## Состав
1. Andante sostenuto
2. Allegro con brio
3. Allegretto giocoso
4. Meno mosso, Notturno. Adagio
5. Allegro con brio
6. Adagio

Примерная продолжительность звучания 35 минут.

## Характеристика музыки
Отталкиваясь от барочной музыкальной формы кончерто гроссо, Пендерецкий в своём сочинении смешивает множество музыкальных стилей, превращая его в типичное постмодернистское произведение. В то же время итоговый эффект возвращает музыку к романтической традиции, по отношению к которой Concerto Grosso отличается исключительной композиторской изобретательностью в трактовке фактурных возможностей солирующих инструментов.
Concerto Grosso состоит из шести переходящих друг в друга секций, отчётливо различающихся по настроению. Каждый из трёх солистов представляет своего рода музыкальную индивидуальность, что особенно заметно, как отмечает критика, в своего рода мегакаденции (англ. mega-cadenza) ближе к финалу с участием всех трёх. Сердцевиной произведения оказывается ноктюрн, в которой с солирующими виолончелями вступает в диалог скрипка соло, финальная часть Concerto Grosso также выдержана в умиротворённом настроении.